# ژان دوم قبرس
ژان دوم قبرس (انگلیسی: John II of Cyprus؛ ۱۶ مه ۱۴۱۸ – ۲۸ ژوئیه ۱۴۵۸)، پادشاه قبرس و ارمنستان و همچنین پادشاه افتخاری و اسمی اورشلیم و همچنین شاهزاده‌نشین انطاکیه از سال ۱۴۳۲ تا ۱۴۵۸ میلادی بود. وی یکی از اعضای خاندان لوزینیان، فرزند ژانوس قبرس و شارلوت بوربون بود که ابتدا با آمادیا مونت‌فورت و سپس با هلنا پالایولوگی ازدواج کرد. پس از مرگ وی، دخترش، شارلوت۷ جانشین وی شد.